# Michel Deville (filmrendező)
Michelle Deville (Boulogne-Billancourt, 1931. április 13. – 2023. február 16.) kétszeres César-díjas francia filmrendező, forgatókönyvíró.

## Életpályája
Mint amatőr kezdte pályáját, majd 1951-1958 között Henri Decoin asszisztense volt több mint egy tucat filmnél. Később J. Meyer technikai munkatársa, amikor az a Comédie Française előadásában kamera elé vitte Molière Úrhatnám polgárát és Beaumarchais komédiáját, a Figaro házasságát. Mint önálló alkotó 1961-ben mutatkozott be egy mai lélekelemző történettel (Ma este vagy soha; 1961), amelynek főszerepét Anna Karina és Claude Rich játszotta. Az 1984-es cannes-i filmfesztivál zsűritagja volt. Az 1995-ös cannes-i filmfesztivál zsűritagja volt.

### Munkássága
Általában a könnyű komédiák elegáns mestere. Naálunk is nagy sikerrel vetítették A Mona Lisa tolvaja (1966) derűs történetét Marina Vlady és George Chakiris-szel. 1978-ban készült Az 51-es dosszié, amellyel César-díjat nyert. 1986-ban filmrendezőként is César-díjban részült a Nyakunkon a veszély című filmjéért.

## Filmjei

### Filmrendezőként
- Ma este vagy soha (Ce soir ou jamais) (1961) (forgatókönyvíró is)
- A hazug lány (1962) (forgatókönyvíró is)
- Egy asszonyért, egy asszonyért (1963) (forgatókönyvíró és filmproducer is)
- Lucky Jo (1964) (forgatókönyvíró is)
- A veszedelmes szerep (1966)
- A Mona Lisa tolvaja (1966) (forgatókönyvíró is)
- Benjamin – avagy egy szűz emlékiratai (1968) (forgatókönyvíró is)
- A medve és a baba (1970) (forgatókönyvíró is)
- Raphael (1971)
- A kékruhás nő (1973)
- Az 51-es dosszié (1978) (forgatókönyvíró is)
- Titkos utazás (1980) (forgatókönyvíró is)
- Mély vizek (1981) (forgatókönyvíró is)
- Kölyökbanda (1983)
- Szabad szívek (1984)
- Nyakunkon a veszély (1985)
- Fajankó (1986) (forgatókönyvíró is)
- Ártatlan gyönyör (1988) (forgatókönyvíró is)

### Rendező-asszisztensként
- Toledói szerelmesek (1953)
- Kábítószer razzia (1955)

## Díjai
- César-díj a legjobb eredeti vagy adaptált forgatókönyvnek (1979) Az 51-es dosszié (Gilles Perrault-tal közösen)
- César-díj a legjobb rendezőnek (1986) Nyakunkon a veszély
- chicagoi nemzetközi filmfesztivál Arany Hugó-díja (1999) La maladie de Sachs